# ТЕС Аррубаль
ТЕС Аррубаль – теплова електростанція на півночі Іспанії.
В 2005 році на майданчику станції ввели в дію два однотипні парогазові блоки комбінованого циклу потужністю 402 МВт та 397 МВт, в кожному з яких одна газова турбіна живить через котел-утилізатор одну парову турбіну. 
Як паливо станція використовує природний газ, що надходить до регіону по трубопроводу Тівісса – Аро – Бергара.
Видача продукції відбувається під напругою 400 кВ.